# Ouinhi
Ouinhi är en kommun i departementet Zou i Benin.